# George W. Lucas
Pour les articles homonymes, voir Lucas et Georges Lucas (homonymie).
George Washington Lucas, né en 1845 et mort le 17 mai 1921, est un soldat américain de l'Armée de l'Union, récipiendaire de la Medal of Honor pour ses actions lors de la guerre de Sécession.